# Ahmadabad (Abarkuh)
Ahmadabad (em persa: احمداباد, também romanizada como Aḩmadābād; também conhecida como Ahmad Abad Abarghoo e Aḩmadābād-e Abrqū) é uma aldeia do distrito rural de Tirjerd, no condado de Abarkuh, na província de Yazd, Irã.
Segundo o censo de 2006, sua população era de 259 habitantes, em 72 famílias.